# Escudo romano

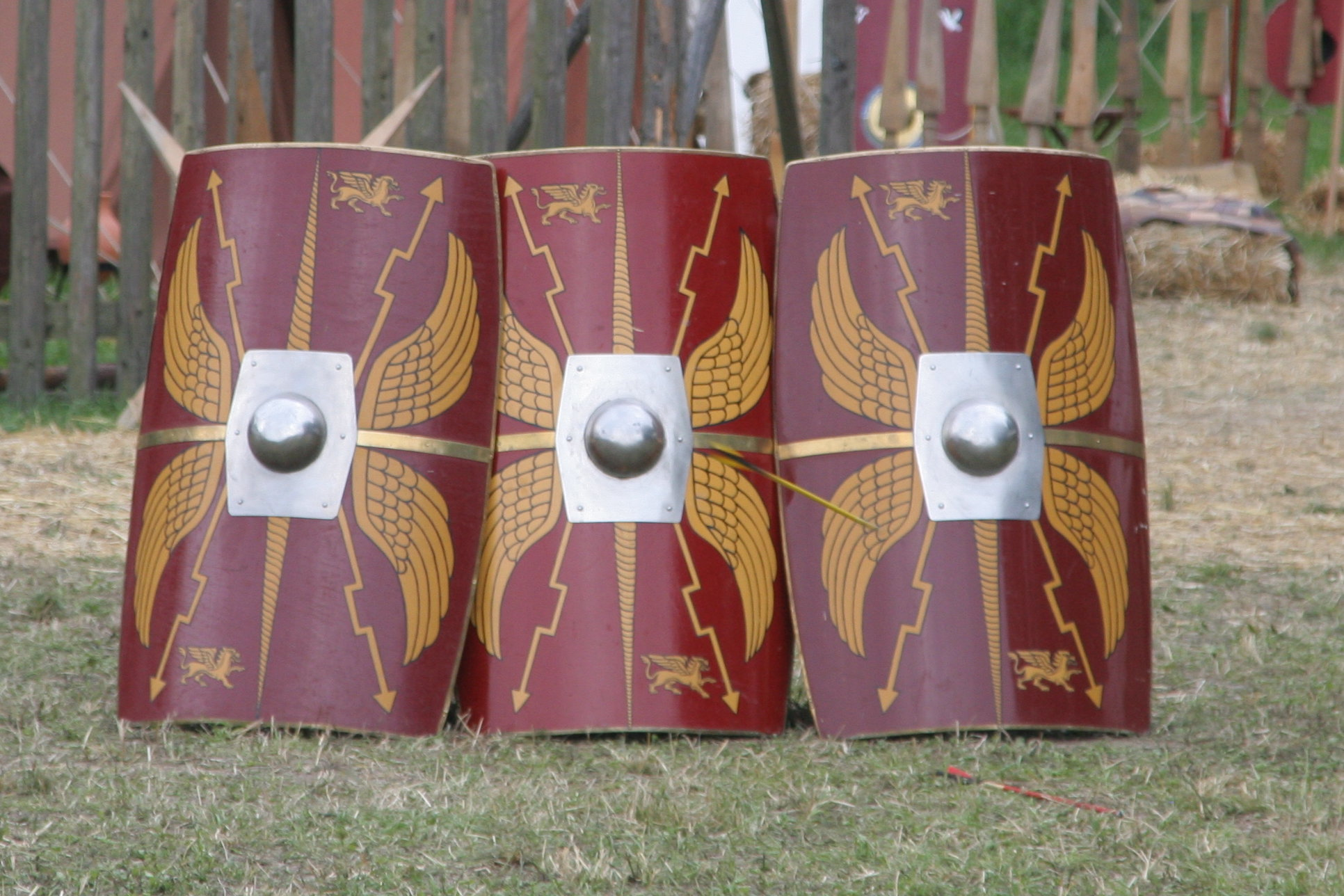
Reconstituição de três escudos romanos

Escudo romano (em latim: scutum; pl. scuta; em grego: θυρεός; romaniz.: Thyreós), por vezes chamado escudo longo (scuta longa), na Roma Antiga, era um escudo utilizado pelos infantes romanos desde a época da fundação de Roma (753 a.C.) até a Queda do Império Romano do Ocidente, ocorrida em 476 d.C.. Ele passaria por numerosas alterações na forma, materiais empregados e tamanho. Sua principal função era cobrir o corpo do soldado contra a ofensiva inimiga, mas também permitia que os combatentes se organizassem na chamada formação tartaruga.
O escudo romano originalmente chamava-se clípeo e tinha uma forma arredondada. Desde o censo romano ocorrido no reinado de Sérvio Túlio, o clípeo passou a ser utilizado pela primeira classe censitária, enquanto os demais utilizaram um escudo feito com tiras de madeira. O clípeo seria substituído, provavelmente pelo século V a.C., por um escudo sabino. Pelos século IV a.C., o escudo foi integralmente remodelado e tornar-se-ia padrão entre os infantes pesados, enquanto para os infantes leves e cavalaria foi feito um tipo diferente de escudo, chamado parma.

## História

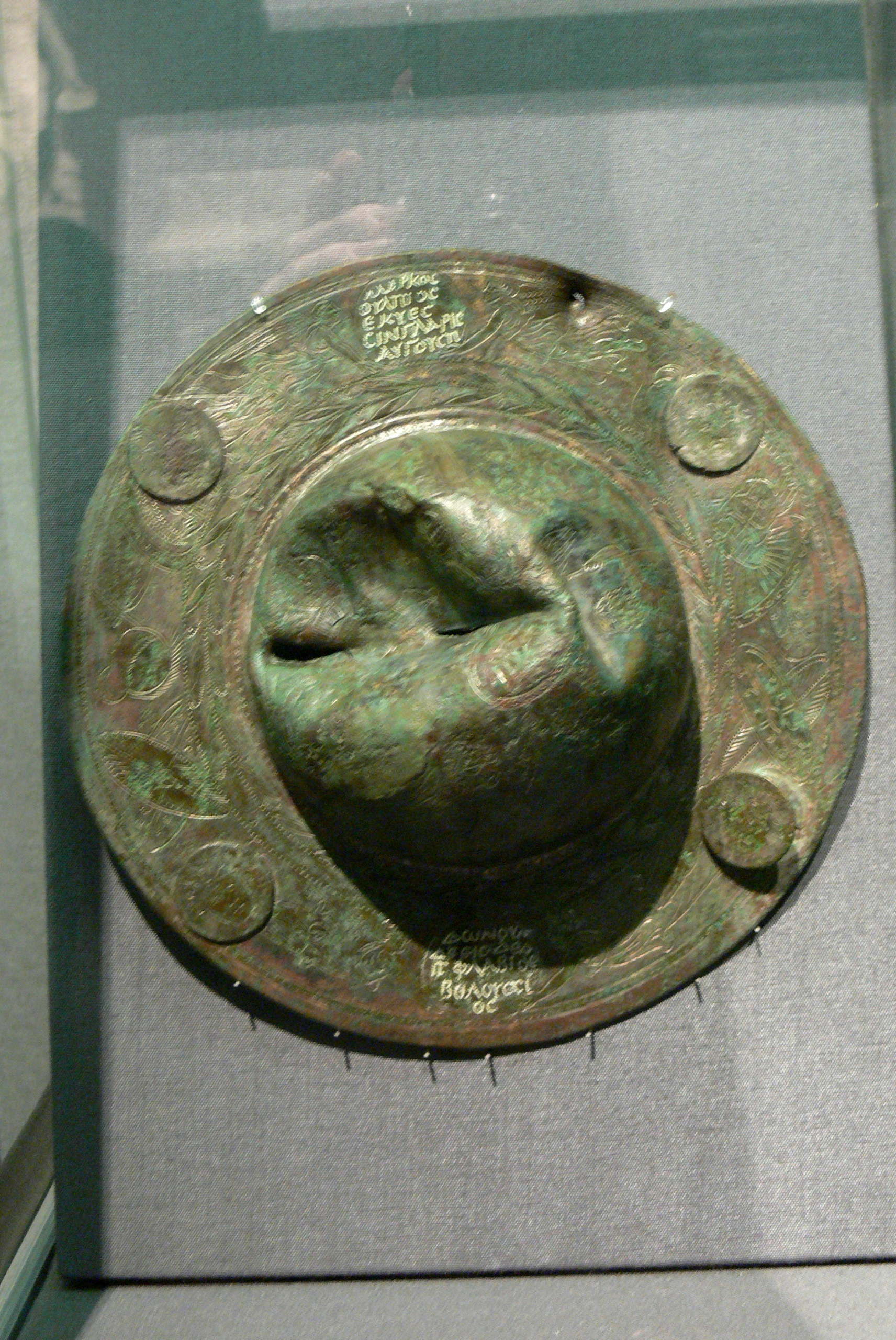
Bossa do século II do cavaleiro singular Marco Úlpio. Museu de Carnunto

O primeiro tipo de escudo utilizado pelos combatentes romanos era do tipo argivo, como relatado por Plutarco. Ele chamava-se clípeo e foi instituído ainda durante o reinado de Rômulo, possuindo um forma arredondada. Desde o censo ocorrido no reinado de Sérvio Túlio, os romanos mais ricos lutaram utilizando o clípeo de madeira coberto com couro de touro ou bronze, enquanto os demais soldados utilizavam um escudo plano e oval feito de tábuas de madeira cobertas com couro, o ancestral do escudo dos infantes republicanos e imperiais. O clípeo, por sua vez, teria seu uso descontinuado pela adoção do escudo sabino, provavelmente pelo final do século V a.C., quando os soldados passaram a receber salário.

### República Romana
Durante a República Romana, com o abandono da falange do tipo grego após e cerco e captura de Veios em 396 a.C., hastados, príncipes e triários foram equipados com um novo tipo de escudo de forma oval convexa, cujas dimensões eram agora 76,2 centímetros de largura e 1,2 metro de comprimento. Era feito com tiras de madeira unidas com cola e cobertas com tecido de linho e couro de bezerro. No centro, na parte externa, havia uma bossa em forma de fuso com um longo espinho (spina) que protegia-o de projéteis e pedras arremessadas.
Por 340 a.C., esse escudo tornar-se-ia de uso padrão entre os legionários e receberia uma estrutura de ferro que o fez mais resistente contra golpes de lâminas e espadas; a espessura de sua borda externa podia alcançar a palma da mão. Por meados do século II a.C., as unidades de infantaria leve (vélites e leves) foram armadas com um escudo redondo chamado parma de aproximados 0,9 centímetros de diâmetro. Pela mesma época, os equestres também portariam uma variação do mesmo escudo, chamado parma equestre (em latim: parma equestris).

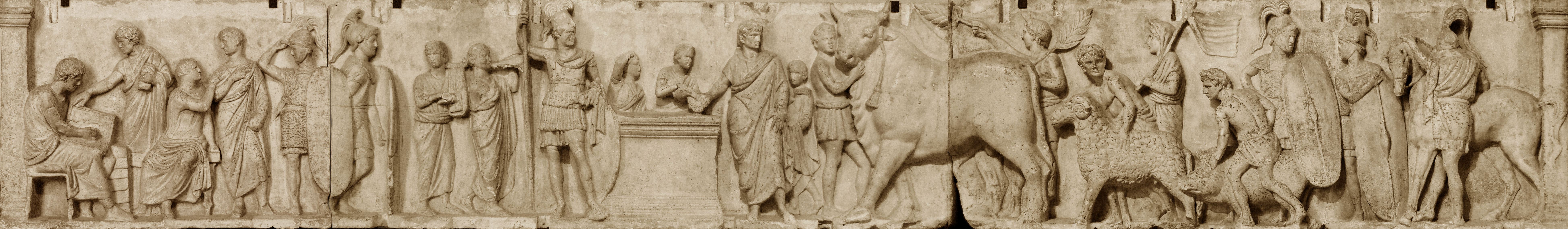
O Altar de Domício Enobarbo de com a representação do lustro censório. Muitos soldados romanos acompanham a função usando típicos elmos etrusco-coríntios e Montefortino, armadura enganchada e escudo oval. Museu do Louvre

### Império Romano

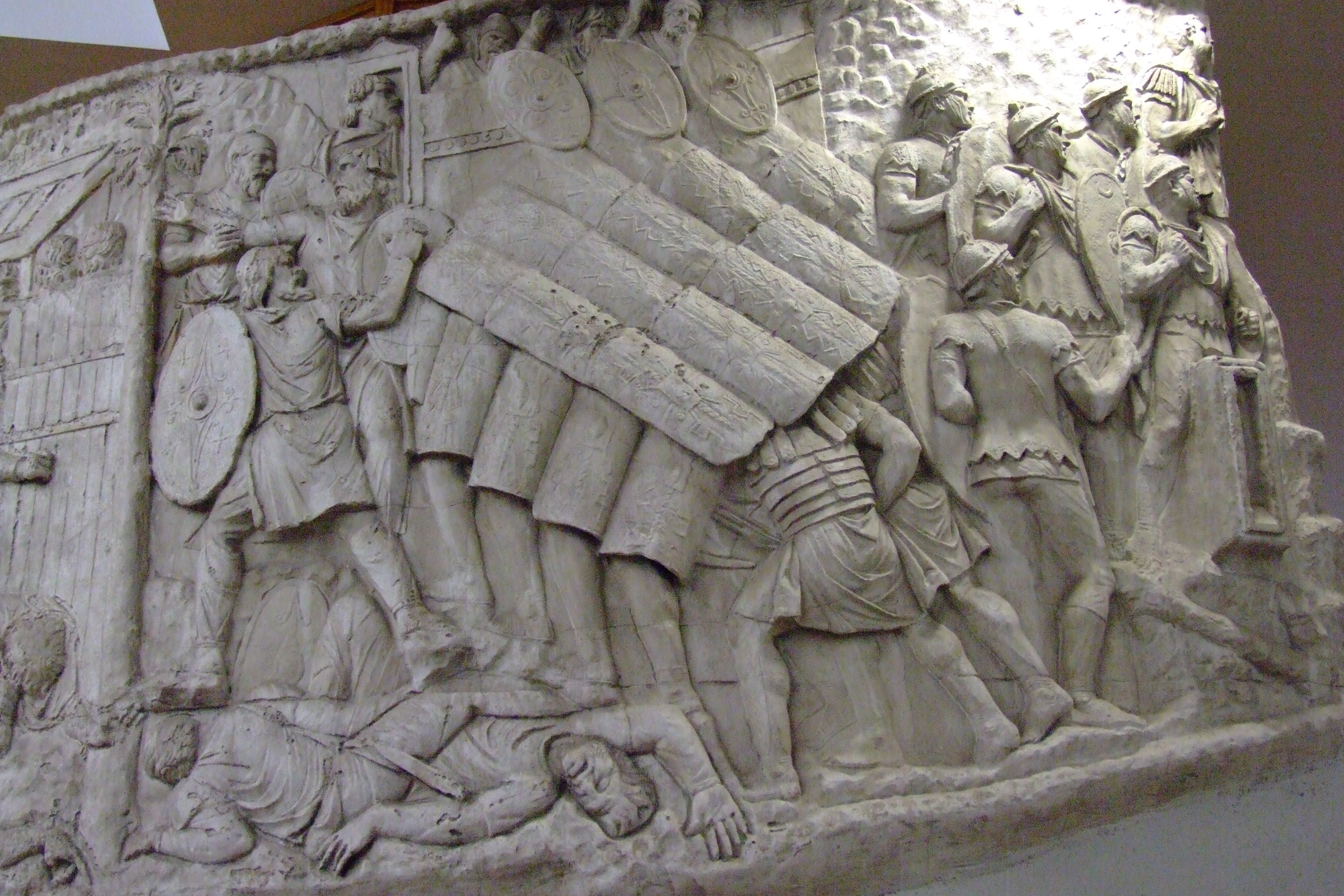
Formação tartaruga representada sobre um friso da Coluna de Trajano

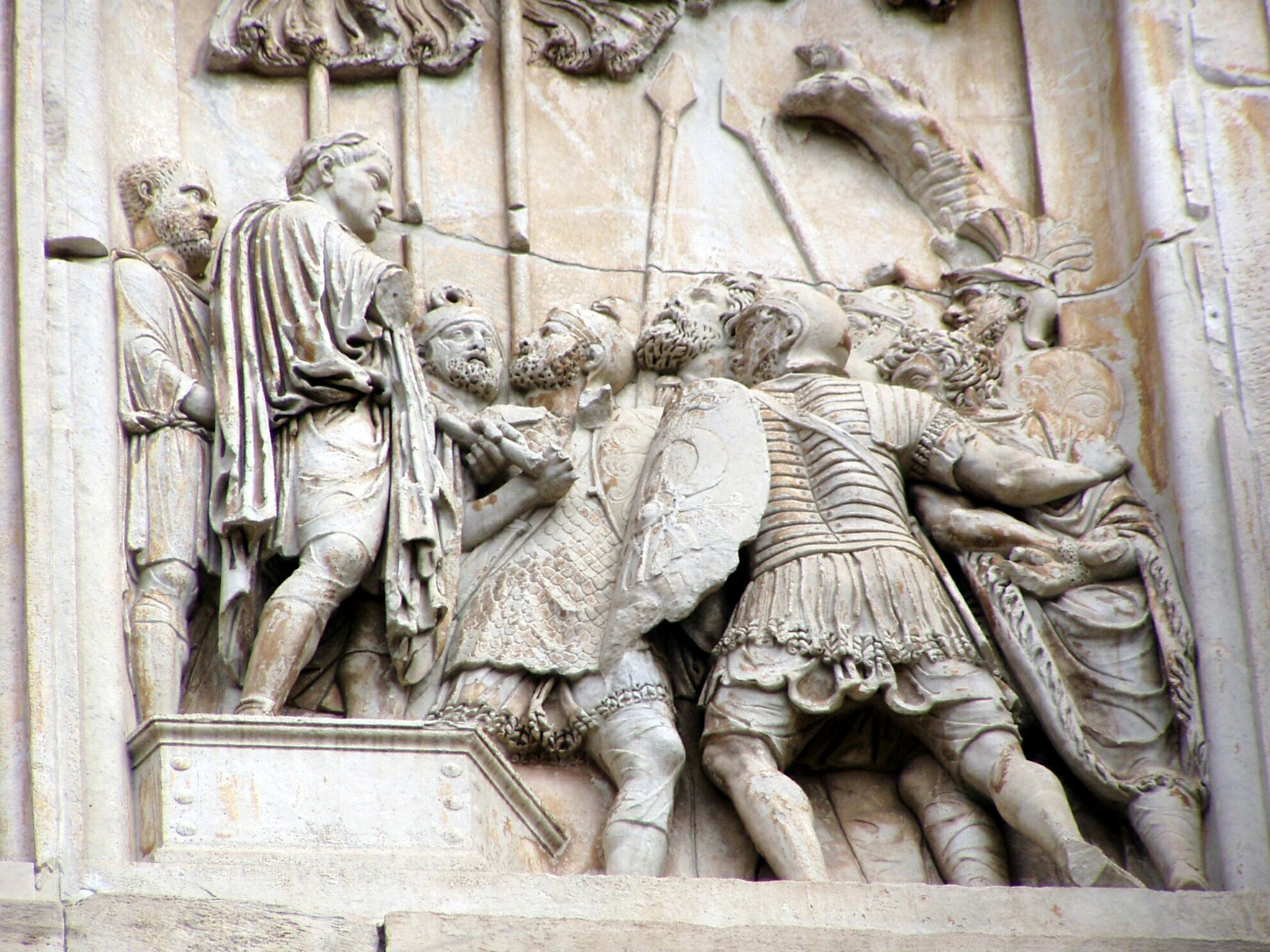
Friso de Marco Aurélio r. no Arco de Constantino

No início do Império Romano, a cavalaria romana abandona o parma em detrimento de um escudo plano oval, ou às vezes hexagonal, de origem céltica que, quando não carregado ao lado do cavalo, era pendurado da sela. O escudo oval dos legionários, contudo, foi substituído pelo século I por um retangular mais curto (110 cm x 70 cm) com os desenhos e o nome de sua legião gravado nele, para identificação da unidade. O único exemplar sobrevivente deste escudo vem de Dura Europo, na Síria, e pode ser datado do século III: ele era composto por três camadas finas de tiras de madeira e seu interior era reforçado por outras tiras.
Inicialmente era meramente o escudo oval com suas extremidades inferior e superior cortadas, mas depois as laterais também foram anguladas. Sua manufatura, entretanto, permaneceu a mesma, com o emprego de tiras de madeira de aproximados 2 milímetros de espessura, unidas com colas para formar uma peça curva que foi coberta com couro. As bordas do escudo retangular foram reforçadas com ligações de bronze ou ferro. O centro funcionava como alça e era protegido pelo lado exterior por uma bossa hemisférica de ferro ou bronze. Havia uma capa de couro com um cordão e um buraco circular na frente para a bossa e provavelmente uma alça pressa a capa.
Pelo mesmo período, as tropas auxiliares utilizavam um escudo plano que podia variar em suas formas, podendo ser oval, hexagonal ou retangular. Os porta-estandartes igualmente não seguiam o padrão dos legionários e utilizavam escudos circulares. Pelo século II, o escudo dos legionários começou a ser eliminado até sua extinção total pelo século III; por esta época os modelos tinham ligações de couro costuradas na madeira em vez de ferro ou bronze. Eles foram substituídos por escudos auxiliares ovais, que tornar-se-ia o mais comum tipo no período romano tardio.